# برايان غيفنز
برايان غيفنز (بالإنجليزية: Brian Givens)‏ هو لاعب كرة قاعدة أمريكي، ولد في 6 نوفمبر 1965 في لومبوك في الولايات المتحدة.

## وصلات خارجية
- برايان غيفنز على موقع الدوري الياباني لكرة القاعدة (الإنجليزية)
- برايان غيفنز على موقعبيزبول رفرنس.كوم (الدوري الرئيسي) (الإنجليزية)